# Краљевина Две Сицилије
Краљевина Две Сицилије је била највећа од италијанских држава пре уједињења Италије. Основана је 1816. уједињењем бурбонских краљевина Сицилије и Напуља, које су обе дуго називане Две Сицилије, и постојала је до 1860. када је припојена Краљевини Сардинији, која је постала Краљевина Италија 1861. Престоница Краљевине Две Сицилије је био Напуљ. Краљевина је обухватала јужни део Апенинског полуострва и острво Сицилију.

## Назив
Део имена ''Две Сициије'' потиче од партиције Краљевине Сицилије. До 1285. острво Сицилија и јужна део Италије припадали су краљевини Сицилији. Због Сицилијанске вечерње краљ Сицилије је изгубио острво Сицилију од Круне Арагона, али југ Италије је и даље остао под његовом контролом, па је краљевина онда добила незваничан назив Напуљска краљевина. Ипак, његови наследници су задржали титулу Краљ Сицилије, па су и своју краљевину називали Краљевина Сицилија. Истовремено, Арагонска круна је свој нови посед на Сицилији исто звала Краљевина Сицилија.
Тиме су постојале две краљевине под именом Сицилија, па је након поновног уједињења назив за нову државу био Краљевина Две Сицилије.

## Историја
Миром у Казаланзи Фердинанд IV  је враћен на престо Сицилије и Напуља. Године 1816. он је променио устав и створио је потпуно нову државу, Краљевину Две Сицилије (Италијански: Regno delle Due Sicilie). Од тада је Фердинанд IV Постао Фердинанд I од Две Сицилије.
Реформе током владавине Жозефа Бонапарта и Жоашенa Мира, као што је Наполеонов кодекс, остављене су у држави. Моћ племства је такође смањена, али хајдуштво је постајало велики проблем.
Аутрија је на Бечком конгресу добила право да стационира трупе у краљевини. Аустрија је, зајендо са Русијом и Пруском, инсистирала да се ниједан устав не успостави. У октобру 1815.  Жоашен Мира се искрцао на Калабрију у покушају да врати своје краљевство. Влада краљевине је успешно успела да спречи све покушаје тероризма и колаборације, па је до 1816. Жоашенов покушај враћања моћи потпуно пропао. Због ових догађаја администрација краљевина постала је знатно строжија.
Будући да је отворена политичка дискусија била потиснута, либерали су стварали тајна друштва, као Карбонари. У 1820. Карбонари су организовали револуцију са циљем да добију устав сличан шпанском уставу из 1812. године. Иако је револуција на крају пропала, краљ Фердинанд I је ипак одобрио стварање устава који би задовољио либерале (13. јул). Истог месеца, још једна револуција је настала у Палерму, али је и ова револуција убрзо била угушена. Неки побуњеници из Напуља су заузели Беневенто и Понтекорво, два ексклава Папске државе. На конгресу у Тропау (19. новембра) Света алијанса је одлучила да интервенише. Краљ Фердинанд је, 23. новембра 1821. пред 50 000 аустријских трупа укинуо устав. Напуљци, на челу са Гиљермом Пепеом,  су покушали да пруже отпор Аустријанцима, али и тај покушај отпора је угушен 24. марта 1821.
Политичка репресија се од тада само погоршала. Немир у сеоским подручијима је само хранила корупција у влади. Државни удар је онда покушан 1828. је успешно спречен. Краљ Франц I (1825.-1830.) је умро након посете Париза, где је имао прилику да види Јулску револуцију. Његов наследник, Фердинанд II, је подузео кораке покрене економију, што укључује смањивање пореза. Напуљ је евентуално био опремљен уличним светлима и 1839. је чак успостављена жељезница између Напуља и Портичија. Све то су били добри знакови економског развоја.
Епидемија колере захватила је краљевину 1836. године. Епидемија је само у Сицилији убила више од 65 000 људи. Након тога рурална подручија око Напуља су доживела разне устанке. Током 1840.-их, политички памфлети су кружили избегавајући цензуру. У семтембру 1848. године побуњеничке снаге су успеле да са Калабрије пређу на Сицилију пре него што су државне силе успеле да их спрече. Још једна побуна је започета 12. јануара 1848. у Палерму. Захтеви побуњеника били су увођење старог устава. Због тога је краљ Фердинанд II посатвио либерланог премијера на власт и прекуно све дипломатске односе са Аустријом, где је чак и објавио рат Аустрији 7. априла. Иако је већина побуњеника у близини Напуља одобрило ове поступке и прекинуло побуну, на Сицилији је настављена побуна. Краљ Фердинанд је, суочен са тешком ситуациом, користио швајцарску гарду да угуши све остале побуне у краљевини. До јула је успио да побуни све побуне на копну, а до септембра је освојена чак и Месина. Палермо, последње уточиште побуњеника на Сицилији, пало је 15. маја 1849. године.
Краљевина Две Сицилије је од 1848. до 1849. успела да, уз помоћ швајцарске гарде, угуше све побуне и револуције. Рат који је објављен на Аустрију у априлу 1848. је био само рат на папиру. 
У 1849. краљ Фердинанд II је имао 39 година. Владавину је започео као реформер. Рана смрт његове жене (1836.), као и константне побуне и револуције у држави, приморале су краља до предмузме опрезну, али и веома строгу политику. Више од пола либералних делегата из скупштине било је побегло из државе или је било ухапшено. Администрација је кршла право индивидуала политичких затвореника, обећано у уставу. Услови за живот затвореника били су толико лоши да су привукли интернационалну пажњу, где суБританија и Француска захтевали ослобођење политичких затвореника. Након што је тај захтев одбијен, обе државе су прекинуле дипломатске односе са краљевином. Краљевина је такође водила економску политику протекционизма.
Након посјете Напуља, Гледстон почео да подржава противнике Бурбона. Његову подршку су претстављала писма која је послао британском парламенту у којем је описивао ''грозне услове'' које су затвореници трпили. Његова писма су проузроковала шок у Европи што је довело до дипломатске изолације краљевине, што је било мало прије инвазије и касније анексације краљевине у новонасталу Италију.

## Војска
Армија Краљевине Две Сицилије била је копнена војска краљевине. Створена је након доласка Бурбона у јужну Италију након рата за пољско наслеђе. Армија је уништена након похода хиљаде.
Краљевска морнарица Две Сицилије била је морнарица краљевине. Била је најважнија и најбитнија морнарица од свих других италијаснких држава.

## Економија
Велики проблем у краљевини је била расподела земље, где је већину земљишних поседа имало пар аристократских породица, док су села насељавли пролетери. Сиромаштво међу пролетерима је било често, а за посао су се ослањали на поседнике земље. Градови нису били нешто бољи, индустријализам је био изузетно низак тако да се нису могли ни поредити са градовима северне Италије, Француске и Немачке. 
Још једна занимљива статистика јесте то да је становништво у руралним подручијима расло брже него и у самом Напуљу, што је потпуна супротност расту становништва у остатку Европе током Индустријске револуције. 

## Становништво
Краљевина је имала веома високу популацију, где је престоница, Напуљ, била највећи град на простору Италије. Напуљ је такође, осим највећег града у држави, био и трећи највећи град у Европи. 
Други највећи град у држави, Палермо, био је трећи највећи у Италији. Током 19. века краљевина је спопао нагли раст популације, која се подигла са пет на чак седам милиноа људи. Током 1850. у краљевини је било око 36% целе популације Италије.
| Година      | Напуљска краљевина | Сицилијанска краљевина | Укупно     | Референце   |
| 1819.       | 5 733 430          | /                      | /          | [ 6 ]       |
| 1827.       | /                  | /                      | ~7 420 000 | [ 7 ]       |
| 1828.       | 6 177 598          | /                      | /          | [ 6 ]       |
| 1832.       | /                  | 1 906 033              | /          | [ 6 ]       |
| 1839.       | 6 113 259          | /                      | ~8 000 000 | [ 6 ] [ 8 ] |
| 1840.       | 6 117 598          | ~1 800 000             | 7 917 598  | [ 9 ]       |
| 1848.       | 6 382 706          | 2 046 610              | 8 429 316  | [ 8 ]       |
| 1851.       | 6 612 892          | 2 041 583              | 8 704 472  | [ 10 ]      |
| 1856.       | 6 886 030          | 2 231 020              | 9 117 050  | [ 11 ]      |
| 1859./1860. | 6 986 906          | 2 294 373              | 9 281 279  | [ 12 ]      |
| ----------- | ------------------ | ---------------------- | ---------- | ----------- |

## Географија
Краљевина је била подељена на укупно 22 департмана, од којих је 7 било у Сицилији, а 14 у Напуљу.
Након што је краљевина покорена од стране краљевине Пијемонт-Сардиније департмани су постали покрајине Италије по закону Урбана Ратазија.  
Напуљски департмани:  
- Покрајина Напуља (Напуљ)
- Тера ди Лаворно - Капуа/Казерта од 1818.
- Принципато Цитра - Салерно
- Принципато Ултра - Авелино
- Базиликата - Потенца
- Капитаната - прво Сан Северо, па Фођа
- Тера ди Бари - Бари
- Тера ди Отранто - Лече
- Калабрија Цитра - Козенца
- Калабрија Ултра I - Ређо ди Калабрија
- Калабрија Ултра II - Катанцаро
- Контадо ди Молисе - Кампобасо
- Абрузо Цитра - Кјети
- Абрузо Ултра I - Терамо
- Абрузо Ултра II - Л’Аквила

Сицилијански департмани:
- Покрајина Калтанисета - Калтанисета
- Покрајина Катанија - Катанија
- Покрајина Агриђенто - Агриђенто
- Покрајина Месина - Месина
- Покрајина Ното - Ното
- Покрајина Палермо - Палермо
- Покрајина Трапани - Трапани